# Lamine a zona

Lamina a zona binaria: Le aree degli anelli, tanto luminosi quanto scuri sono uguali.

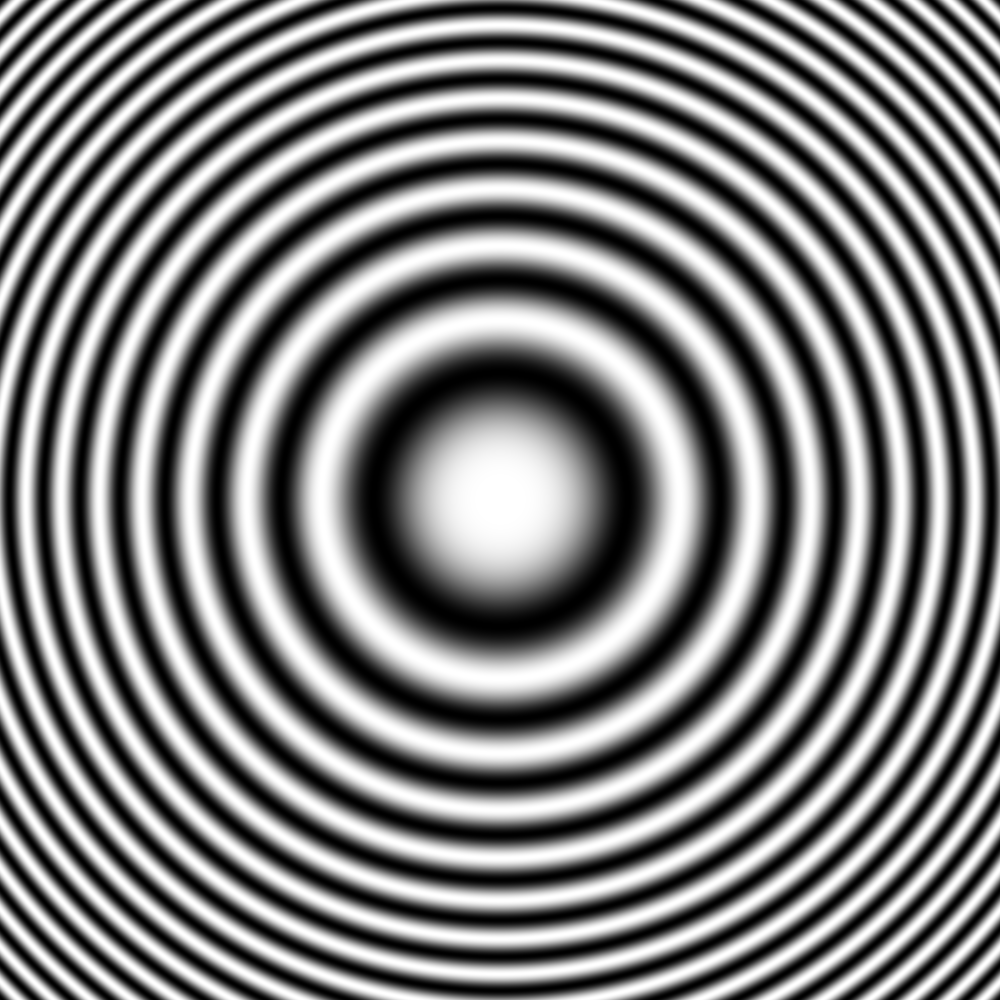
Lamiina a zona sinusoidale: Questo tipo ha un fuoco singolo.

Una lamina a zona di Fresnel è un dispositivo in grado di focalizzare la luce. Diversamente dalle lenti, le lamine a zona operano per diffrazione e non per rifrazione. Venne realizzata da Fresnel da cui il loro nome. La capacità di focalizzazione della lamina a zone è una estensione del fenomeno del punto luminoso di Arago causato per diffrazione da un disco opaco.
Una lamina a zona consiste di un insieme di corone circolari concentriche trasparenti e non trasparenti, note come zone di Fresnel, che si alternano. La luce che colpisce la lamina a zona si diffrange attorno alle zone opache. Le zone possono venire spaziate in modo tale che la luce difratta interferisca costruttivamente nel fuoco voluto, creandovi una immagine. Le lamine a zona producono figure di diffrazione equivalenti: non importa se  la zona centrale è trasparente o non trasparente, finché le zone si alternano in opacità.

## Progettazione e fabbricazione
Per ottenere una diffrazione costruttiva nel fuoco, le zone opache e quelle trasparenti si devono alternare radialmente in corrispondenza dei seguenti raggi
{\displaystyle r_{n}={\sqrt {n\lambda f+{\frac {n^{2}\lambda ^{2}}{4}}}}}
in cui "n" è un numero intero, lambda è la lunghezza d'onda della luce che si intende che la lamina focalizzi  e "f" è la distanza del centro della lamina dal fuoco. Quando la lamina a zona è piccola in confronto alla distanza focale, questa distanza può venire approssimata come
{\displaystyle r_{n}\simeq {\sqrt {nf\lambda }}}.
Per le lamine con parecchie zone, si può calcolare la distanza dal fuoco semplicemente conoscendo il raggio della zona più esterna, r N, e la sua larghezza
{\displaystyle f={\frac {2r_{N}\Delta r_{N}}{\lambda }}}
Al fine di ottenere una interferenza costruttiva totale nel fuoco, l'ampiezza delle onde luminose rifratte da ciascuna zona della lamina deve essere la medesima. Ciò significa che per una lamina illuminata uniformemente, l'area delle zone deve essere uguale.
Poiché le aree delle zone sono uguali, il loro spessore deve decrescere allontanandosi dal centro. La massima risoluzione angolare possibile di una lamina a zona dipende dallo spessore della corona circolare più piccola
{\displaystyle {\frac {\Delta l}{\Delta r_{N}}}=1.22}
A causa di ciò, il più piccolo oggetto che può essere riprodotto è definito da quanto siano piccole le zone che si possano effettivamente realizzare.
Le lamine a zona sono prodotte frequentemente usando la tecnica della litografia. Come la tecnologia litografica migliora e le dimensioni degli articoli che possono essere litografati diminuiscono, così migliora la risoluzione intrinseca delle lamine a zona  prodotte con questa tecnica.
A differenza delle lenti standard, una lamina a zona binaria produce dei punti di massima intensità lungo l'asse della lamina, punti determinabili con la seguente relazione
{\displaystyle f_{n}={\frac {f}{2n+1}}}
anche se la loro intensità è minore di quella del fuoco principale. Nondimeno, se la lamina a zona viene costruita di modo che l'opacità vari in maniera sinusoidale, la diffrazione risultante fa formare un singolo punto focale. Questo tipo di figura di diffrazione della lamina a zona è il corrispettivo di un ologramma di una lente convergente.
Per una lamina a zona levigata, la opacità (o la trasparenza) in un punto può essere data da
{\displaystyle {\frac {1\pm \cos(kr^{2})}{2}}}
Le lamine a zona binarie usano pressoché la medesima formula, nondimeno però dipendono dal segno.
{\displaystyle {\frac {1\pm \operatorname {sgn}(\cos(kr^{2}))}{2}}}
dove "r" è la distanza dal centro della lamina e "k" ne specifica la scala.

## Applicazioni

### Fisica
All'esterno dell'area visibile dello spettro elettromagnetico sono presenti molte lunghezze d'onda, dove i  tradizionali materiali ottici per lenti come il vetro non sono trasparenti, e pertanto la produzione di lenti diventa più difficoltosa. Parimenti, ci sono molte lunghezze d'onda per cui non esistono materiali con un indice di rifrazione significativamente maggiore di uno. Per esempio, i raggi-X sono solo debolmente rifratti dal vetro od altri materiali, e pertanto necessitano di tecniche differenti per venire focalizzati. Le lamine a zona, facili da produrre per ogni regione dello spettro, eliminano la necessità di trovare materiali rifrangenti. La medesima lamina a zona mette a fuoco la luce di molte lunghezze d'onda su luoghi diversi, il che significa che le lamine possono venire usate per filtrare le lunghezze d'onda indesiderate mentre mettono a fuoco la luce di interesse.

### Fotografia

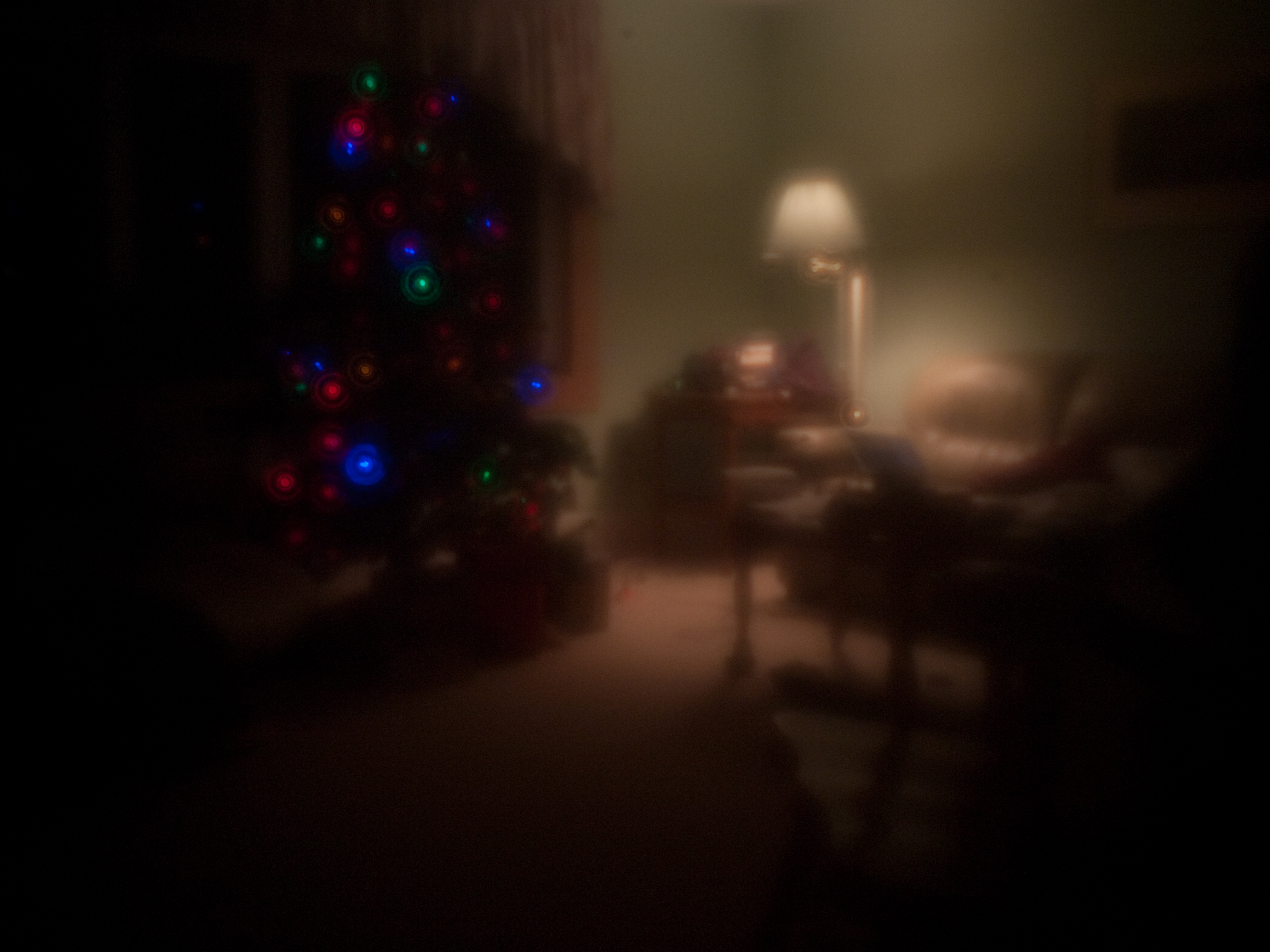
Un esempio di una fotografia presa con lamine a zona.

Le lamine a zona sono pure impiegate in fotografia al posto delle lenti o del foro della camera oscura per immagini brillanti, leggermente sfocate. Un vantaggio sulla camera oscura (a parte l'aspetto unico, soffice che si ottiene con la lamina a zona) è che l'area di trasparenza è maggiore di quella del foro di una camera oscura comparabile. Il risultato è che l'effettivo rapporto focale di una lamina a zona è minore del corrispondente foro della camera oscura ed il tempo di esposizione può essere diminuito.